# Rieutort-d'Aubrac
Pour les articles homonymes, voir Rieutort.
Rieutort-d'Aubrac est un hameau de la commune de Marchastel situé dans le département français de la Lozère et la région Occitanie.

## Géographie

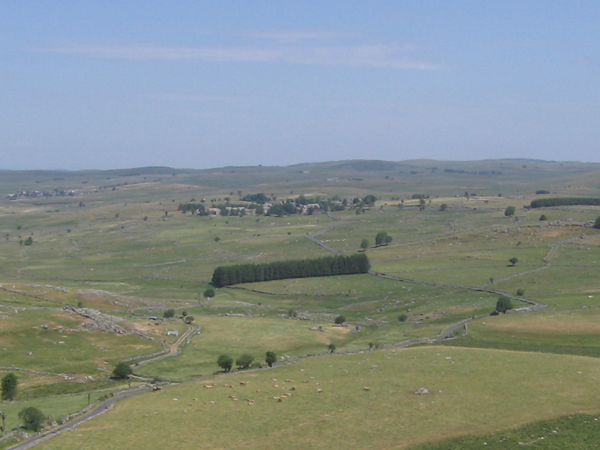
Photo de Rieutort prise depuis Marchastel

Situé sur le plateau de l'Aubrac, entre Malbouzon et Marchastel non loin de Nasbinals.
Il se trouve a 1190 m d'altitude.

## Le pèlerinage de Compostelle
Elle se trouve sur le trajet de la Via Podiensis qui est un des chemins du pèlerinage de Saint-Jacques-de-Compostelle. Le tracé  de son sentier de grande randonnée (GR 65) se confond localement avec celui du chemin de Saint-Guilhem pour ultérieurement diverger.

## Toponymie

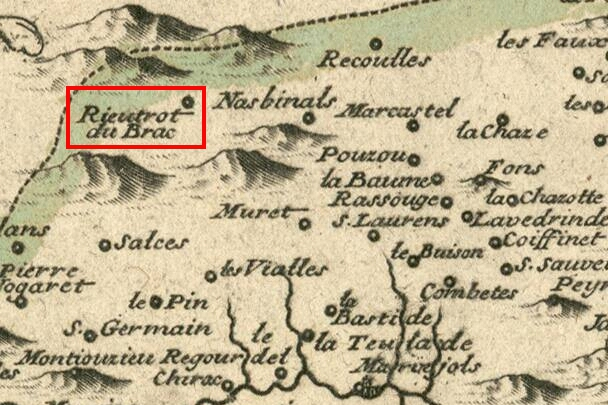
Présence de Rieutort sur une carte de 1712

Rieutort : « roche, lieu fortifié », c'est également un patronyme, nom composé de Rieu, forme occitane du ruisseau , et tort, "tordu" (« le ruisseau tordu) ». Il est fréquent en Lozère.

## Histoire[3]
Le village occupait autrefois une place prépondérante dans la commune, et comptait 37 ménages, deux écoles laïques et 150 habitants au milieu du XIXe siècle.
Il s'y tenait alors annuellement plusieurs foires; celle du 14 mars, et celle du 13 juillet.

## Monuments et lieux touristiques

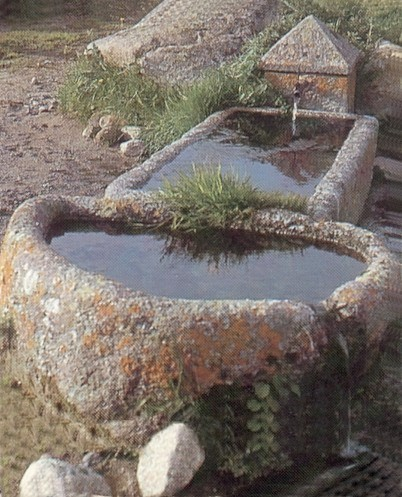
Rieutort d'Aubrac, un abreuvoir

Le village comporte une belle richesse d'architecture granitique; deux magnifiques abreuvoirs fontaines, ainsi qu'un four banal et plusieurs croix.

## Sources et références
1. ↑  Marie-Thérèse Morlet, Dictionnaire étymologique des noms de famille, Perrin 1997, article Rieu, p.853 ;  (ISBN 2-262-01350-0)
2. ↑  Article Rieutort du Géopatronyme
3. ↑  Ajasse, « Monographie de la commune. École de Rieutort-d'Aubrac. - (1874) », sur archives.lozere.fr.